# Équipement de la personne
 (avril 2023).
Si vous disposez d'ouvrages ou d'articles de référence ou si vous connaissez des sites web de qualité traitant du thème abordé ici, merci de compléter l'article en donnant les références utiles à sa vérifiabilité et en les liant à la section « Notes et références ».
L'équipement de la personne regroupe, dans la nomenclature commerciale, l'ensemble des produits permettant de fournir à une personne une parure. Il comprend les vêtements, chaussures, chapeaux, montres, etc. On l'oppose généralement à l'équipement de la maison, qui comporte des produits qui ne sont pas destinés à sortir du foyer de l'utilisateur, notamment l'ameublement, l'électroménager, les arts de la table et le linge de maison.